# Colorado (kommun i Brasilien, Rio Grande do Sul)
Colorado är en kommun i Brasilien.   Den ligger i delstaten Rio Grande do Sul, i den södra delen av landet, 1 500 km söder om huvudstaden Brasília. Antalet invånare är 3 550.
Trakten runt Colorado består till största delen av jordbruksmark. Runt Colorado är det glesbefolkat, med 17 invånare per kvadratkilometer.